# 勒比尔戈
勒比尔戈（法語：Le Burgaud，法語發音：[lə byʁɡo]）是法国上加龙省的一个市镇，属于图卢兹区。

## 地理
勒比尔戈（43°47'41"N, 1°9'45"E）面积24.18 平方千米，位于法国奧克西塔尼大區上加龙省，该省份为法国西南部内陆省份，西南端与西班牙接壤，自此顺时针与上比利牛斯省、热尔省、塔恩-加龙省、塔恩省、奥德省和阿列日省接壤。
与勒比尔戈接壤的市镇（或旧市镇、城区）包括：萨沃内斯、欧康维尔、博皮、德吕达斯、洛纳克、圣塞泽尔。

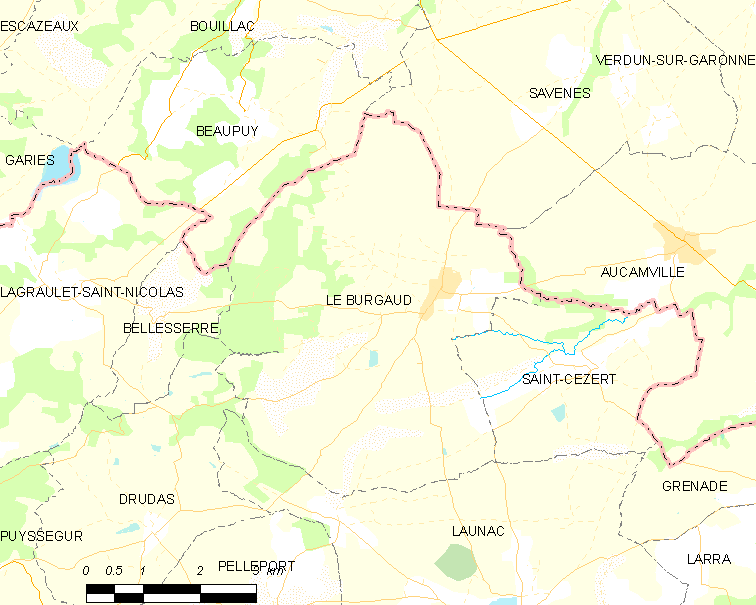
勒比尔戈的OSM定位图

勒比尔戈的时区为UTC+01:00、UTC+02:00（夏令时）。

## 行政
勒比尔戈的邮政编码为31330，INSEE市镇编码为31093。

## 政治
勒比尔戈所属的省级选区为莱格万县。

## 人口

1962-2008年间勒比尔戈人口变化图示

勒比尔戈于2022年1月1日时的人口数量为937人。